# Форт-МакМеррей
Форт-МакМеррей, або Форт Мак-Маррі (англ. Fort McMurray) — міський агломерат у муніципалітеті Вуд-Баффало (англ. Wood Buffalo) в провінції Альберта в Канаді: з 1980 по 1995 Форт-МакМеррей мав статус міста, але у 1995 місто злилося з муніципальним районом Вуд-Баффало.

## Географія
Форт-МакМеррей розташований на 435 км на північний схід від міста Едмонтон, на місці злиття річок Клірвотер (англ. Clearwater River) і Атабаска (англ. Athabasca River).

### Клімат
Громада знаходиться у зоні, котра характеризується вологим континентальним кліматом з теплим літом. Найтепліший місяць — липень із середньою температурою 17.1 °C (62.8 °F). Найхолодніший місяць — січень, із середньою температурою -17.3 °С (0.8 °F).
| Клімат Форт-МакМеррея   | Клімат Форт-МакМеррея | Клімат Форт-МакМеррея | Клімат Форт-МакМеррея | Клімат Форт-МакМеррея | Клімат Форт-МакМеррея | Клімат Форт-МакМеррея | Клімат Форт-МакМеррея | Клімат Форт-МакМеррея | Клімат Форт-МакМеррея | Клімат Форт-МакМеррея | Клімат Форт-МакМеррея | Клімат Форт-МакМеррея | Клімат Форт-МакМеррея |
| Показник                | Січ.                  | Лют.                  | Бер.                  | Квіт.                 | Трав.                 | Черв.                 | Лип.                  | Серп.                 | Вер.                  | Жовт.                 | Лист.                 | Груд.                 | Рік                   |
| Абсолютний максимум, °C | 15,1                  | 15                    | 20,1                  | 30,2                  | 34,8                  | 36,8                  | 35,6                  | 37                    | 32,4                  | 28,6                  | 18,9                  | 10,7                  | 37                    |
| Середній максимум, °C   | −12,2                 | −7,1                  | 0,6                   | 10                    | 16,9                  | 21,5                  | 23,7                  | 22,2                  | 15,8                  | 7,4                   | −4,3                  | −10,1                 | 7                     |
| Середня температура, °C | −17,4                 | −13,3                 | −6,2                  | 3,3                   | 9,9                   | 14,6                  | 17,1                  | 15,4                  | 9,5                   | 2,3                   | −8,6                  | −15,1                 | 1                     |
| Середній мінімум, °C    | −22,5                 | −19,5                 | −12,9                 | −3,5                  | 2,8                   | 7,7                   | 10,5                  | 8,6                   | 3,2                   | −2,8                  | −12,9                 | −20                   | −5,1                  |
| Абсолютний мінімум, °C  | −50                   | −50,6                 | −44,4                 | −34,4                 | −17,3                 | −4,4                  | −3,3                  | −3,1                  | −15,6                 | −24,5                 | −37,8                 | −47,2                 | −50,6                 |
| Норма опадів, мм        | 17.7                  | 13.2                  | 16.7                  | 21.4                  | 36.5                  | 73.3                  | 80.7                  | 57.1                  | 39.7                  | 26.2                  | 19.9                  | 16.4                  | 418.6                 |
| Днів з дощем            | 0,6                   | 0,6                   | 1,5                   | 5,7                   | 10,6                  | 14,2                  | 15,8                  | 13,2                  | 12,3                  | 6,7                   | 1,9                   | 0,7                   | 83,7                  |
| Днів зі снігом          | 13,7                  | 11,4                  | 9,4                   | 4,8                   | 1,2                   | 0                     | 0                     | 0                     | 0,8                   | 5,5                   | 12,8                  | 13,5                  | 73,1                  |
| Вологість повітря, %    | 82                    | 84                    | 76                    | 59                    | 55                    | 62                    | 53                    | 56                    | 60                    | 66                    | 75                    | 82                    | 68                    |
| ----------------------- | --------------------- | --------------------- | --------------------- | --------------------- | --------------------- | --------------------- | --------------------- | --------------------- | --------------------- | --------------------- | --------------------- | --------------------- | --------------------- |
| Джерело: Weatherbase    |                       |                       |                       |                       |                       |                       |                       |                       |                       |                       |                       |                       |                       |

## Історія
Уперше європейці відвідали Форт-МакМеррей ще у 18-му сторіччі. Довгими роками основною промисловістю регіону було мисливство, а сам форт був заснований у 1870 — після того, як місцевість перейшла у володіння Компанії Гудзонової Затоки. Місто отримало нове життя з початком розвідуванням покладів нафтоносних пісків на початку 20-х років минулого століття. Уже на початку 1930-х років населення міста зросло від більш ніж 100 чоловік до 1100 до початку Другої світової війни. 
У 1967 був заснований перший завод по переробці нафтоносних пісків. З того часу населення міста почало зростати: з підвищенням ціни на нафту переробка нафтових пісків стала прибутковішою. На початку 1990-х років населення міста сягло більш ніж 30 000 мешканців, в основному прибульців з багатьох регіонів Канади. Завдяки високим цінам на нафту та прибутковому видобутку та переробці нафтоносних пісків Атабаски, Форт-МакМеррей перетворився на один із сучасних та економічно стабільних регіонів Альберти і Канади.
В травні 2016 місто опинилось в епіцентрі масштабної пожежі, в результаті якої було евакуйоване майже все населення та вигоріло близько 20% будівель міста.